# Taungdwingyi
Taungdwingyi – miasto w Mjanmie, w prowincji Magwe. Według danych na rok 2014 liczyło 46 023 mieszkańców.